# Advantage Cars Praga Open 2014
L'Advantage Cars Praga Open 2014 è stato un torneo di tennis facente parte della categoria ATP Challenger Tour nell'ambito dell'ATP Challenger Tour 2014 e aveva un montepremi di 42 500 €. È stata la 23ª edizione del torneo che si è giocato sui campi in terra rossa dell'I. Česky Lawn Tennis Klub Praha a Praga in Repubblica Ceca dal 4 al 10 agosto 2014.

## Partecipanti singolare

### Teste di serie
| Nazionalità | Giocatore         | Ranking* | Testa di serie |
| ----------- | ----------------- | -------- | -------------- |
| Argentina   | Diego Schwartzman | 100      | 1              |
| Russia      | Andrej Kuznecov   | 107      | 2              |
| Polonia     | Michał Przysiężny | 145      | 3              |
| Austria     | Gerald Melzer     | 147      | 4              |
| Francia     | Grégoire Burquier | 171      | 5              |
| Slovacchia  | Miloslav Mečíř    | 173      | 6              |
| Russia      | Valery Rudnev     | 211      | 7              |
| Irlanda     | Louk Sorensen     | 212      | 8              |

- Ranking al 28 luglio 2014.

### Altri partecipanti
Giocatori che hanno ricevuto una wild card:
- Dušan Lojda
- Adrian Sikora
- David Simunek
- Robin Stanek

Giocatori che sono passati dalle qualificazioni:
- Miki Janković
- Jozef Kovalík
- Thiago Monteiro
- Tomas Papik

Giocatori che hanno ricevuto un entry come special exempt:
- Yang Tsung-hua

Giocatori che hanno ricevuto un entry come alternate:
- Alex Bolt

## Partecipanti doppio

### Teste di serie
| Nazionalità | Giocatore        | Nazionalità | Giocatore         | Ranking* | Testa di serie |
| ----------- | ---------------- | ----------- | ----------------- | -------- | -------------- |
| Australia   | Rameez Junaid    | Slovacchia  | Michal Mertiňák   | 156      | 1              |
| Rep. Ceca   | Lukáš Dlouhý     | Polonia     | Mateusz Kowalczyk | 173      | 2              |
| Germania    | Martin Emmrich   | Germania    | Gero Kretschmer   | 174      | 3              |
| Rep. Ceca   | František Čermák | Germania    | Dominik Meffert   | 192      | 4              |

- Ranking al 28 luglio 2014.

### Altri partecipanti
Coppie che hanno ricevuto una wild card:
- Dušan Lojda /  Adrian Sikora
- Marek Routa  /  David Simunek
- Jan Mertl /  Robin Stanek

## Vincitori

### Singolare
Diego Schwartzman ha battuto in finale  André Ghem con il punteggio di 6–4, 7–5

### Doppio
Toni Androić /  Andrej Kuznecov hanno battuto in finale  Roberto Maytín /  Miguel Ángel Reyes Varela con il punteggio di 7–5, 7–5